# Microraptor
A Microraptor (melynek neve a görög μῑκρος / mikrosz ’kicsi’ és a latin raptor ’rabló’ szavak összetételéből származik) a dromaeosaurida dinoszauruszok egyik kisméretű, négyszárnyú neme. Körülbelül két tucat jó állapotban megmaradt fosszilis példány alapján ismert, melyeket a kínai Liaoning tartományban, a kora kréta korban (az apti korszakban), mintegy 120 millió évvel ezelőtt létrejött Jiufotang-formációban (Csiufotang-formáció) fedeztek fel.
A Microraptor az Archaeopteryxhez hasonlóan fontos bizonyítékkal szolgál a dinoszauruszok és a madarak közötti evolúciós kapcsolatra. A Microraptor hosszú kontúrtollakkal rendelkezett, melyek aerodinamikus felületet alkottak a karokon, a farkon és meglepő módon, a lábakon is. Emiatt Xu Xing (Hszü Hszing) (2003-ban) „négyszárnyú dinoszauruszként” írta le, és úgy gondolta, hogy az állat a négy lába segítségével képes lehetett a siklórepülésre. Három faját nevezték el, a M. zhaoianust, a M. guit és a M. hanqingit, bár egy későbbi vizsgálat szerint az összes példány egyetlen fajhoz, a M. zhaoianushoz tartozott. Lehetséges, hogy egy másik négyszárnyú dromaeosaurida, a Cryptovolans is a Microraptor egyik faja.

## Anatómia

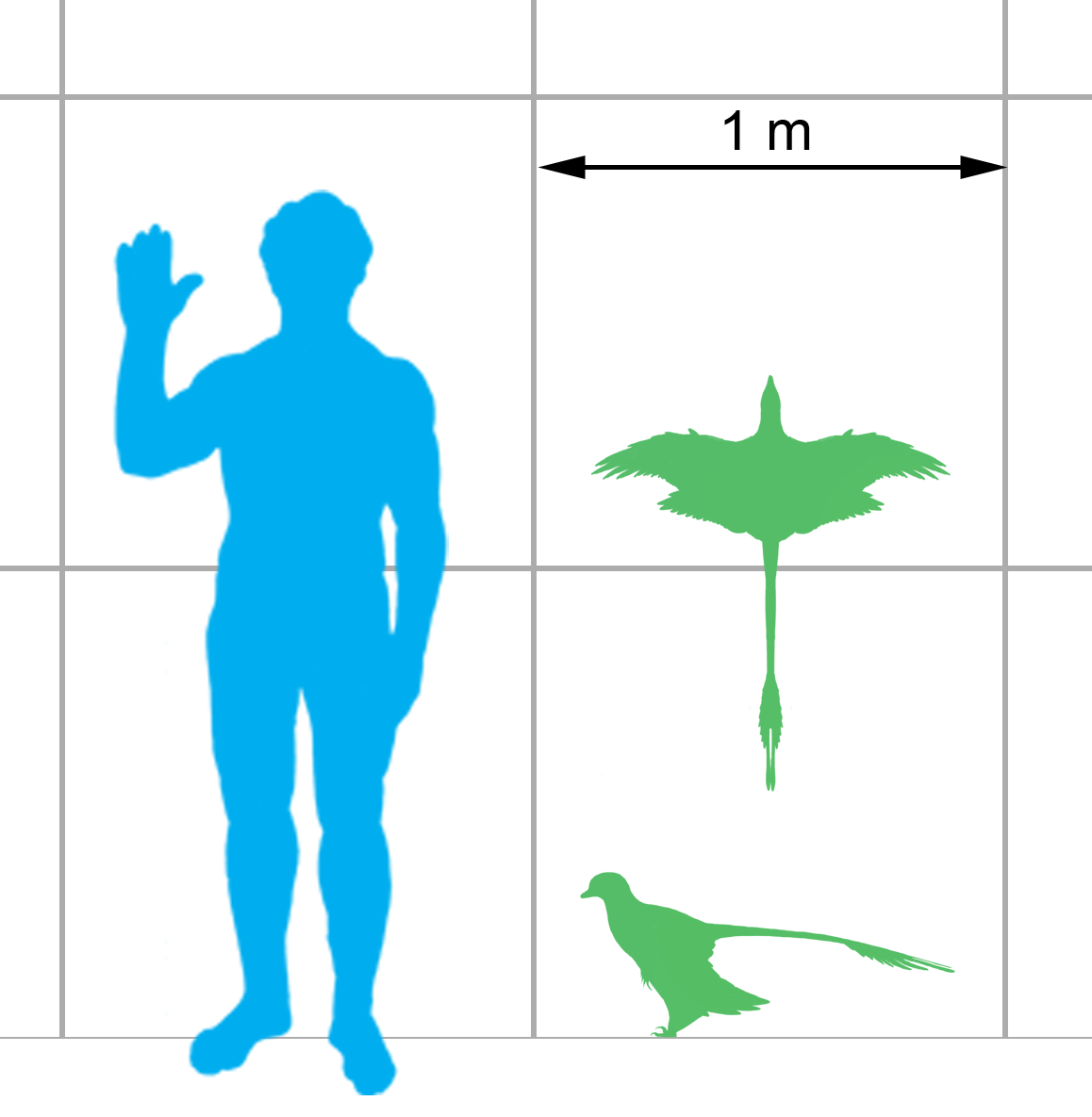
A Microraptor szárnyfesztávolsága és teste az ember méretéhez viszonyítva

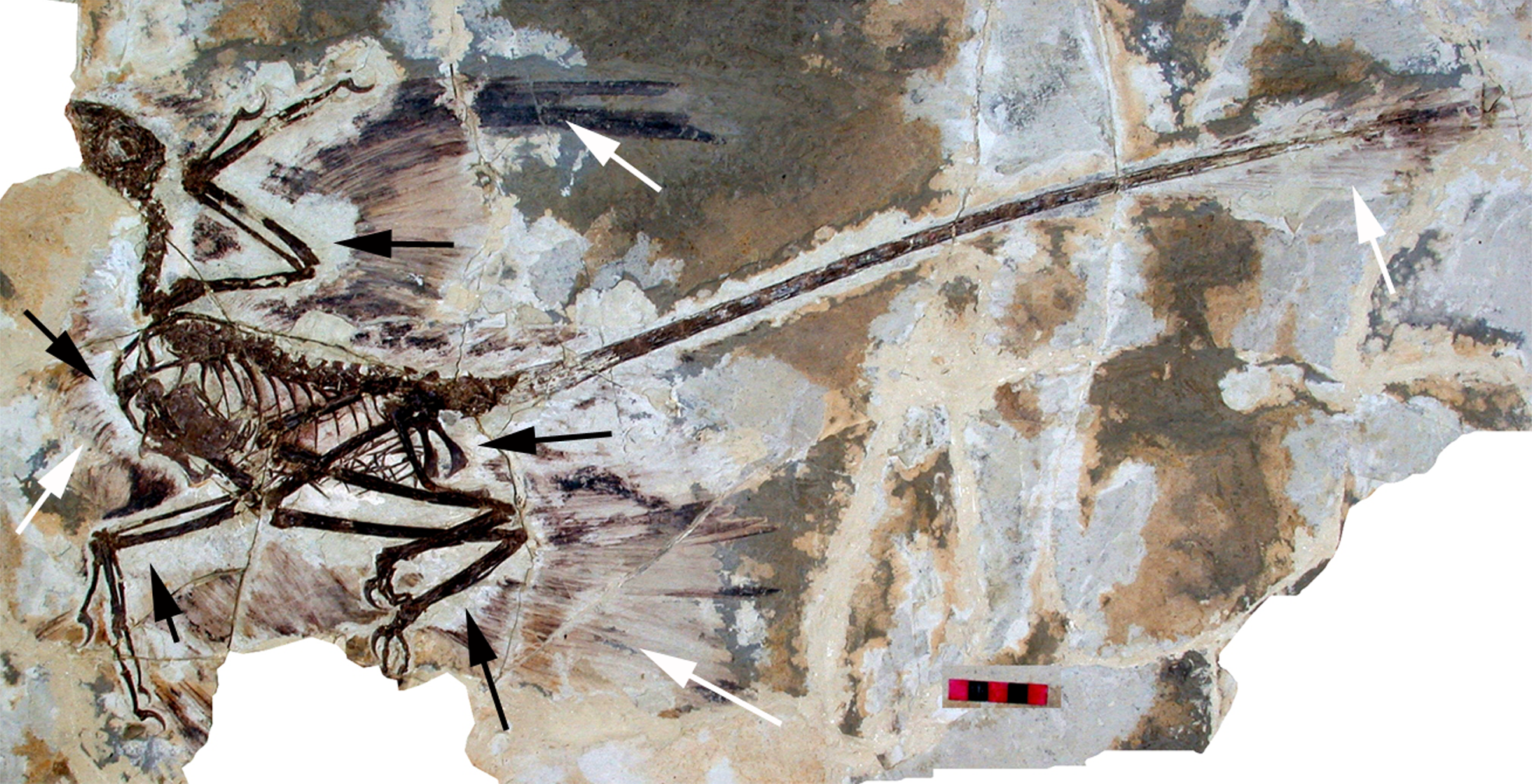
Microraptor gui holotípusa (melyen a tollak lenyomatait a fehér nyilak jelzik)

A Microraptor 77 centiméter hosszú, és 1 kilogrammra becsült tömegű felnőtt példányaival a legkisebb ismert dinoszauruszok közé tartozott. Rendkívül kis méretétől eltekintve a Microraptor az első madarak közé nem tartozó, tollak és szárnyak lenyomataival együtt felfedezett dinoszauruszok egyike. A legtöbb toll-lenyomat a M. zhaoianus három példányának részletes leírásából, valamint két M. gui és három M. sp. példány Xu és szerzőtársai által 2003-ban megjelentetett leírásából vált ismertté. A tollas dinoszauruszok és korai madarak között szokatlan módon a Microraptor az egyike a madarak néhány olyan előfutárának, amelyek a kezeikhez és a karjaikhoz hasonlóan a lábaikon is hosszú repülőtollakat viseltek. A testét vastag tolltakaró fedte, a farka végén pedig egy gyémánt alakú legyező helyezkedett el (feltehetően a repülés stabilizálása érdekében). Xu és szerzőtársai (2003-ban) összehasonlították a Microraptor és a majomevő sas fején levő pehelytollakat. Az egyes példányokon levő sötét és világos csíkok azt jelezhetik, hogy az élő példányokon színes mintázatok voltak. Több, a kezdetleges madarakra és a kezdetleges troodontidákra emlékeztető anatómiai jellemző található a Microraptornál, például a középen elkeskenyedő recézetlen és recézett fogak, valamint a szokatlanul hosszú felkarcsontok. A Microraptor főként a bazális troodontidára, a Sinovenatorra hasonlít, a M. zhaoianus két példányáról 2002-ben készült leírásában Sunny H. Hwang és szerzőtársai megjegyezték, hogy ez nem meglepő, mivel a Microraptor és a Sinovenator két egymáshoz közel álló csoport nagyon kezdetleges tagjai, és mindketten közel álltak a deinonychosaurusok dromaeosauridákra és troodontidákra való szétválásához.

### Színezet
2012 márciusában Quanuo és kollégái megállapították a Microraptor tollazatának színét a BMNHC PH881 kódú új lelet alapján, mely számos, korábban ismeretlen Microraptor jelleget is felfedett. A megkövült melanoszómák (pigmentsejtek) elektronmikroszkóp általi tanulmányozása után a kutatók összevetették ezek elrendeződését a mai madarakéval. A Microraptor esetében ezen sejtek olyan alakúak voltak, mint a mai fekete, csillogó tollú madarakon. A hosszúkás melanoszómák rétegződve helyezkedtek el, akár a mai seregélyeknél, ami fényvisszaverő tollazatra utalt. Bár a kutatók kimondták, hogy a fényvisszaverés valódi funkciója most még nem ismert, felvetették, hogy ez a kis dromaeosaurida kommunikációra vagy nemi magamutogatásra használhatta csillogó kültakaróját, mint ahogy a mai fényes tollú madarak is.

## Ősbiológia

### Szárnyak és repülés
A Microraptor négy szárnnyal rendelkezett, melyek a mellső és hátsó lábain helyezkedtek el. A lábain levő hosszú tollak igazi, a modern madarakéhoz hasonló repülőtollak voltak, aszimmetrikus zászlóval ellátva a karokon, a lábakon és a farkon. A Microraptor szárnyain a madarakéhoz hasonlóan voltak elsődleges (a kézhez kötődő) és másodlagos (a karhoz kötődő) repülőtollak. Ez a szokványos szárny minta tükröződött a hátsó lábakon, ahol a repülőtollak a lábfej felső csontjaihoz, valamint az alsó- és a felső lábszárcsontokhoz kötődtek. Kijelentették, hogy a Microraptor képes volt a siklórepülésre, és valószínűsítették, hogy főként a fákon élt, mivel a lábain levő szárnyak gátolták a talajon való futásban. A Microraptor karjain és kezein 10–20, lábszárain és lábfejein pedig 11–15 centiméter hosszú kontúrtollak voltak. Az állatot a farka vége közelében apró 2–6 centiméteres pehelytollak borították. Bár a lebomlott lágy szövetek miatt a legtöbb fosszíliánál természetes fénynél nem jelennek meg, a tollak töve a csontok közelében vagy azokkal érintkezve helyezkedik el, a csontok ugyanis a modern madarakra is jellemző módon erős kapcsolódási pontokat biztosítottak.

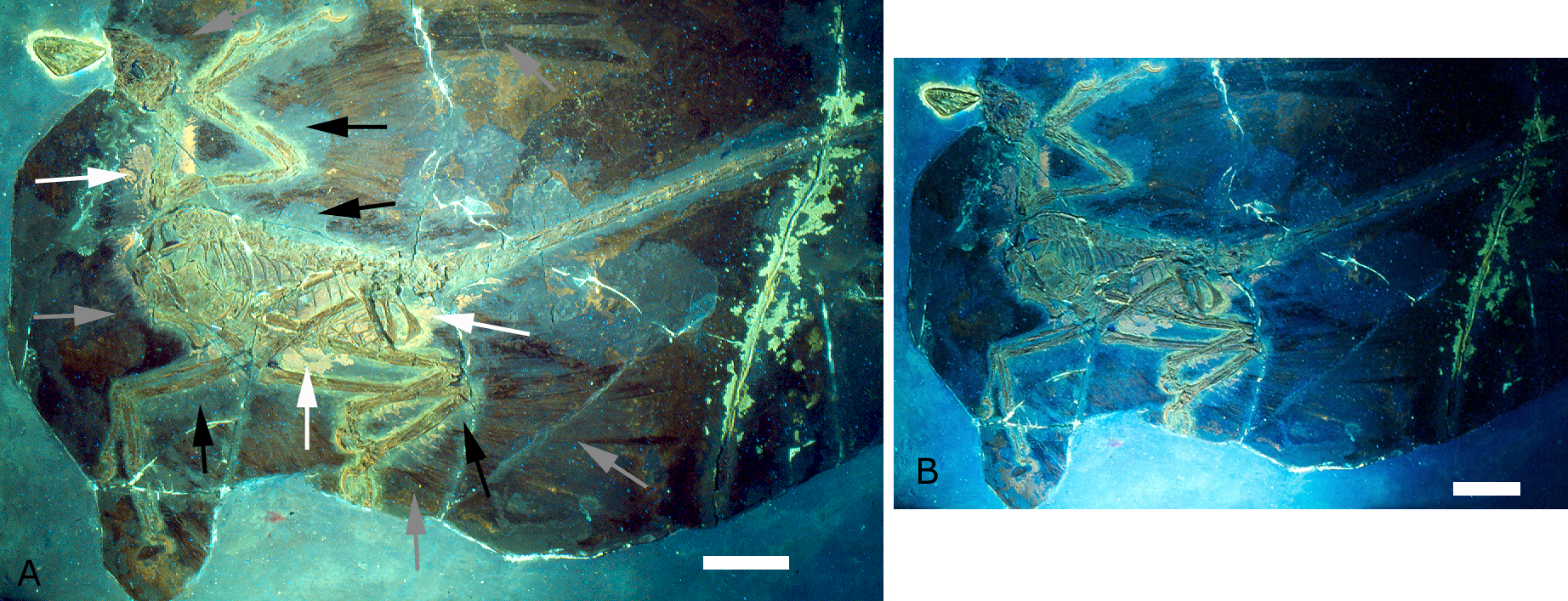
A M. gui holotípusa két különböző, a tollak és a lágy szövetek lenyomatait láthatóvá tevő UV szűrőn keresztül

Mikor Stephen Czerkas olyan példányokat írt le, melyeket eredetileg a Cryptovolans nemhez kapcsoltak, kijelentette, hogy a Microraptor talán jobban repült, mint az Archaeopteryx, mivel az összeforrt szegycsont és az aszimmetrikus tollak, valamint a vállöv tulajdonságai olyan repülőképességet jeleznek, ami közelebb áll a modern madarakéhoz, mint az Archaeopteryxéhez. Czerkas megemlítette azt a tényt, hogy ez a feltehetően röpképes állat egyértelműen dromaeosaurida volt, arra utalva, hogy talán a csoport tagjai valójában bazális madarak voltak, és a későbbi, nagyobb nemek, például a Deinonychus másodlagosan váltak röpképtelenné. A Xu és szerzőtársai által készített tanulmány azt is kijelenti, hogy a bazális dromaeosauridák valószínűleg olyan kis termetű erdőlakók voltak, amelyek legalább a siklórepülés képességével rendelkeztek, bár a jóval kezdetlegesebb, siklórepülésre alkalmatlan, rövid mellső lábú dromaeosauridák későbbi felfedezései kétségbe vonják ezt a nézetet.

### A hátsó szárny helyzete
2005-ben Sankar Chatterjee megállapította, hogy ahhoz, hogy a Microraptor siklórepülni vagy repülni tudjon, az első és hátsó szárnyainak különböző szinten kellett elhelyezkednie (egy kétfedelű repülőgéphez hasonlóan) és nem egymást átfedve (a szitakötőre jellemzően) – ez utóbbi ugyanis anatómiailag lehetetlen volt. E kétfedelű modell felhasználásával Chatterjee ki tudta számítani a Microraptor lehetséges siklórepülési módjait, és kiderítette, hogy a legvalószínűbb a fugoid stílusú siklórepülés volt, amivel az állat az egyik ágról elrugaszkodva egy mély U alakú görbe mentén repült, melynek végén felemelkedve leszállt a másik fán. A kétfedelű szárnyszerkezet nem közvetlenül alkalmazta a tollakat, ahogyan az a lábszár és a farok esetében történt, ahol a légellenállás és a röppálya befolyásolására szolgáltak. A hátsó lábak elhelyezkedése segíthette az állatot a siklás irányításában. Chatterjee számítógépes algoritmusok felhasználásával letesztelte, hogy a Microraptor a passzív siklórepülés mellett képes volt-e igazi, evezőszárnyú repülésre. Az eredmények alapján az állat rendelkezett az evezőszárnyú repülés fenntartásához szükséges tulajdonságokkal, így elméletileg a siklás mellett alkalmanként a szárnyai mozgatásával is repülhetett.
Egyes őslénykutatók kétségbe vonták a kétfedelű elméletet, és más elrendezést javasoltak. David E. Alexander és szerzőtársai 2010-ben egy könnyű, háromdimenziós fizikai modellről számoltak be, mellyel siklórepülési teszteket végeztek. Több különböző hátsó láb elrendezést is kipróbálva úgy találták, hogy a kétfedelű modell, bár nem észszerűtlen, szerkezetileg elégtelen és a kiegyensúlyozott repüléséhez fejnehéz súlyelosztást igényel, amit valószínűtlennek tartottak. A tanulmány szerint a Microraptor számára biológiailag és aerodinamikailag egyaránt következetes elrendezést a két oldalra szétnyitott hátsó láb szerkezet képviseli. A Jason Brougham és Stephen L. Brusatte által elvégzett későbbi elemzés azonban arra az eredményre jutott, hogy Alexander modellje nem felel meg a Microraptorról rendelkezésre álló összes adatnak, és a szerzők kijelentették, hogy a tanulmány elégtelen a dromaeosaurida valószínű repülési mintájának meghatározásához. Brougham és Brusatte kritizálták az Alexander és csapata által használt modell anatómiáját, megjegyezve, hogy a csípő anatómiája nem felel meg a többi dromaeosauridáénak. A legtöbb dromaeosauridánál a csípő tulajdonságai megakadályozzák a lábak vízszintes szétnyitását; a lábakat függőleges helyzetben rögzítik a test alatt. Alexander csapata a modell elkészítéséhez egy olyan kilapult Microraptor példányt használt fel, amely Brougham és Brusatte szerint nem tükrözi az állat valódi anatómiáját. Ugyanebben az évben Alexander csapata válaszolt a kritikákra, megemlítve, hogy a Microraptor rokonságába tartozó, teljes, háromdimenziósan megőrződött csípővel együtt ismertté vált dromaeosaurida, a Hesperonychus szintén részben felfelé álló csípőüreggel rendelkezett, ami lehetővé teszi, hogy a lábak a többi dromaeosauridáénál jobban szétnyíljanak.

### Talajon való mozgás
Mivel a hátsó szárnyak az állat lábfejének nagy részére is kiterjedtek, sok tudós kijelentette, hogy a Microraptor esetlen volt a szokványos talajon való mozgás vagy futás során. A mellső láb tollai szintén gátolhatták a földön levő Microraptort a csuklók korlátozott mozgása és a szárnytollak rendkívüli hossza miatt. A Corwin Sullivan és kollégái által készített 2010-es tanulmány megmutatta, hogy a tollak még a szárnyak lehető legnagyobb mértékben való behajlítása esetén is elérték a talajt, amikor a karok semleges helyzetben voltak, illetve, hogy előrefelé álltak a zsákmány megtámadása során. A szárnytollakat a sérüléstől csak a szárnyak emelt helyzetben tartása, illetve a felkar teljes hátrafelé nyújtása óvhatta meg. Emiatt anatómiailag lehetetlen volt, hogy a Microraptor a karmos mellső lábakat a zsákmány megragadására vagy tárgyak mozgatására használja.
Egyes őslénykutatók felvetették, hogy a tollas dinoszauruszok, mielőtt képessé váltak volna a siklórepülésre vagy az igazi repülésre, a fákról leugorva a szárnyaikat ejtőernyőként használhatták, lesből támadva a talajon levő zsákmányra. Sankar Chatterjee és R. Jack Templin 2007-es tanulmányukban letesztelték ezt az elméletet, és rájöttek arra, hogy a Microraptor egyesített szárnyfelületei túl keskenyek voltak a földre jelentős magasságból való sikeres, sérülésmentes leereszkedéshez. Azonban a szerzők nyitva hagyták annak lehetőségét, hogy a Microraptor kis magasságból leereszkedhetett, és elérhette az egymáshoz közel levő ágakat.
Chatterjee és Templin emellett kizárták a földről való felszállás képességét. A Microraptor vállízületéből hiányoztak azok az adaptációk, amik lehetővé tették volna, hogy a szárnyait elég magasra emelhesse ahhoz, hogy a földről való felszálláshoz elegendő emelőerőt hozzon létre, továbbá a szerzők kijelentették, hogy a talajról való felemelkedés közben a lábakon levő repülőtollak megsérülhettek volna. Így kizárólag egy magasan levő ágról való felszállásra maradt esély, és a szerzők megjegyezték, hogy annak ellenére, hogy a modern madaraknak nem kell túl nagy erőt kifejteniük a fákról való felszálláshoz, mégis gyakran használják ugyanazt a lebukó technikát, ami a Microraptorra is jellemző volt.

### Fontosság

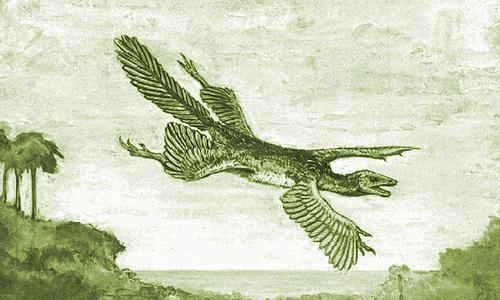
Egy 1923 előtt készült illusztráció a feltételezett, négyszárnyú „Tetrapteryxről”

A Microraptor egyedi szárnyelrendezése felveti a kérdést, hogy mennyire volt fontos ez a jellegzetesség a repülés történetében – vajon a madarak repülésének egyik fejlődési állapota volt, vagy a Microraptorhoz hasonló négyszárnyú siklórepülő állatok csoportja csupán egy evolúciós oldalág lehetett, aminek nem maradtak leszármazottai? 1915 elején a természettudós, William Beebe felvetette, hogy a madarak repülésének evolúciója talán keresztülment a négyszárnyú (avagy tetrapteryx) állapoton. Chatterjee és Templin ezt a lehetőséget nem találták valószínűnek, de megjegyezték, hogy a hagyományos értelmezés és a tetrapteryx állapot egyaránt elképzelhető. Azonban az alapján, hogy szokatlanul hosszú lábtollakra bukkantak a különböző tollas dinoszauruszok, az Archaeopteryx, egyes modern madarak, például a ragadozó madarak, valamint a szintén hosszú lábtollakkal együtt megőrződött dinoszauruszok (például a Pedopenna) esetében, a szerzők kijelentették, hogy a morfológiai és filogenetikus bizonyítékok arra utalnak, hogy a madarak repülésének fejlődése során egy ponton váltás történt a lábak megosztott használatáról a mellső lábak dominanciájára, és így a modern madarak talán négyszárnyú ősöktől származnak vagy legalábbis olyanoktól, amelyek a leszármazottaikhoz viszonyítva szokatlanul hosszú lábtollakkal rendelkeztek.

## Felfedezés és fajok

### Elnevezési vita

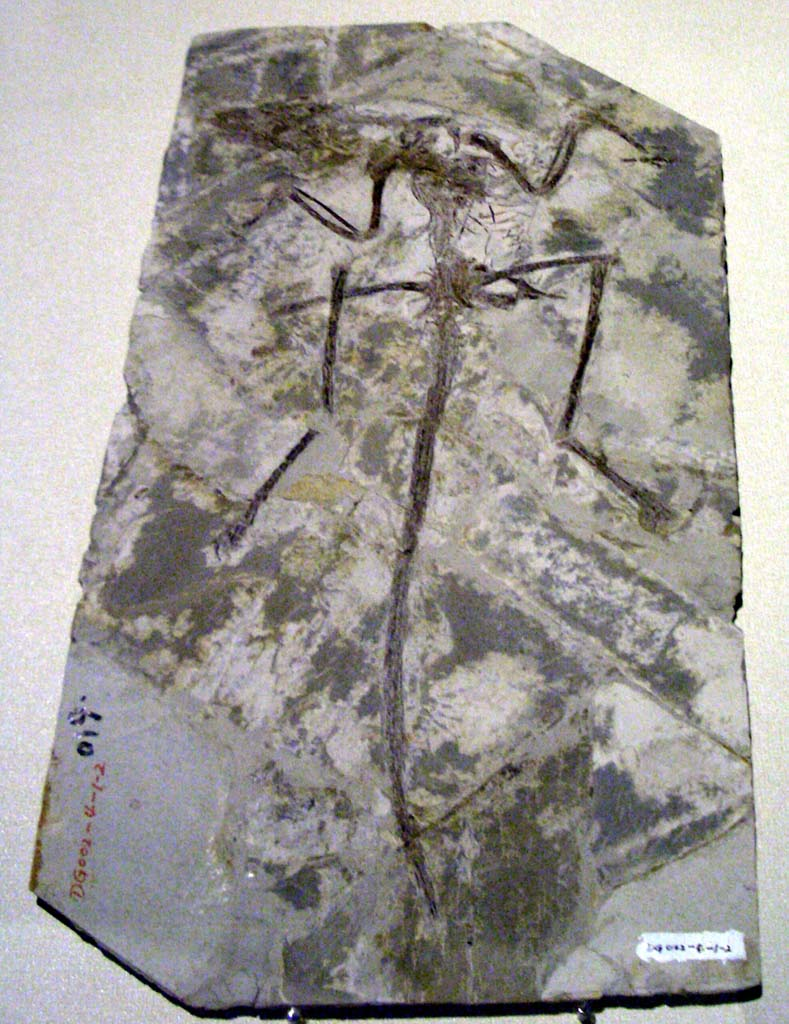
A Microraptor zhaoianus fosszíliája a Hongkongi Tudomány Múzeumában (Hong Kong Science Museum)

A Microraptor neve kezdetben viták tárgyát képezte az első leírásával kapcsolatos szokatlan körülmények miatt. Az elsőként leírt példány egy kíméra, egy két különböző kínai tollas dinoszauruszfaj maradványából összeállított csontváz, melyet az Egyesült Államokba csempésztek eladás céljából. Miután a pekingi Gerinces Őslénytani és Ősantropológiai Intézetben dolgozó Xu Xing fényt derített a csalásra, a Smithsonian Intézet Nemzeti Természettudományi Múzeuma (National Museum of Natural History) madártani részlegének kurátora, Storrs L. Olson egy kétes hírű folyóiratban megjelentetett egy leírást az általa Archaeoraptor liaoningensisnek elnevezett lelet farkáról, megpróbálva eltávolítani a nevet az ősornitológiai rekordból, arra hivatkozva, hogy ez a rész valószínűleg nem egy madárhoz tartozik. Azonban Xu felfedezte azt a példányt, amihez a farok eredetileg tartozott, és még ugyanabban az évben megjelentetett egy leírást, megalkotva a Microraptor zhaoianus nevet a lelet számára.
Mivel a két név ugyanahhoz a típuspéldányhoz tartozik, a Microraptor zhaoianusnak az Archaeoraptor liaoningensis fiatalabb szinonimájává kellene válna, és az utóbbi, ha érvényes lenne, a Zoológiai Nevezéktan Nemzetközi Kódexe alapján elsőbbséget élvezne. Azonban kétséges, hogy Olsonnak sikerült minden hivatalos követelménynek megfelelnie az új taxon létrehozásakor. Ugyanis Olson a példányt még a típusfaj hivatalos megalkotása előtt lektotípusként jelölte meg. Időközben a legtöbb őslénykutató megfeledkezett az Archaeoraptor névről, míg a Microraptor zhaoianus, Xu et al., 2000 általánosan elterjedt.

### Egyéb fajok és példányok

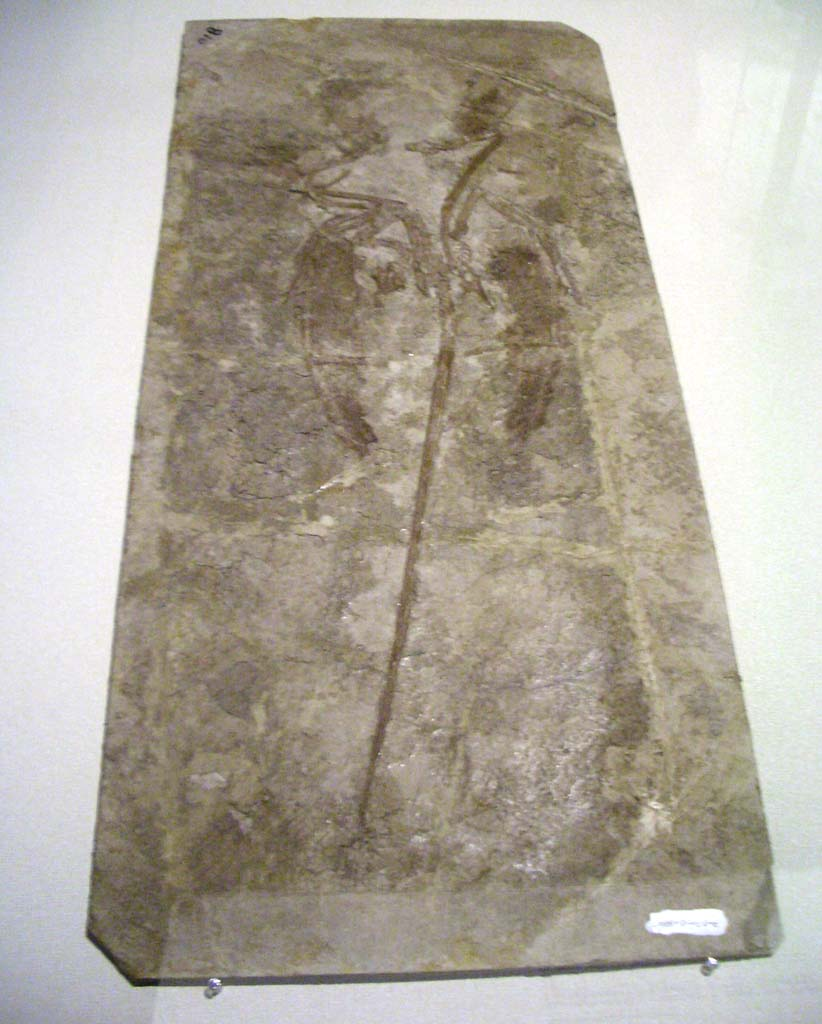
A Microraptor gui fosszíliája a Hongkongi Tudomány Múzeumában

2002-ben Mark Norell és kollégái leírtak egy rendszerint Microraptorként osztályozott második példányt (melyet nem neveztek el). Ez a példány a szárnytollak mellett, a hátsó lábakon növőkhöz hasonló hosszú tollakkal is rendelkezett. Stephen Czerkas néhány hónappal korábban szintén megjelentetett egy cikket a példányról. Czerkas azt állította, hogy a „hátsó lábtollak” valójában a szárny lábakat átfedő hosszú tollai. Megemlítve, hogy a hosszú aerodinamikus szárnytollak és az összeforrt szegycsont a repülő madarak jellegzetességei, Czerkas kijelentette, hogy ez az elsőként felismert repülni is képes dromaeosaurida, és az állatnak a Cryptovolans pauli 'Paul rejtett repülője' nevet adta, Gregory S. Paulra utalva, aki régóta állítja, hogy a dromaeosauridák repülő ősökből fejlődtek ki. Czerkas a példány (és egy másik, általa szintén Cryptovolansként besorolt példány) csontvázának több jellegzetességét is felsorolta, főként a kézre és a farokra vonatkozóan, azt állítva, hogy különböznek a Microraptor jellegzetességeitől. A további vizsgálatok (és a Microraptor több példánya) azonban megmutatták, hogy e tulajdonságok nem egyediek, hanem különböző mértékben megtalálhatók az egyes példányoknál. A Phil Senter és kollégái által készített 2004-es áttekintésben a tudósok kijelentették, hogy ezek a tulajdonságok a változatosságot reprezentálják egyetlen Microraptor faj különböző korcsoportjai esetében, ami a Cryptovolans nevet a Microraptor fiatalabb szinonimájává teszi.
Egy évvel később, mikor Xu és kollégái további, a hátsó szárnyat a mellsőtől teljesen elkülönítve megjelenítő Microraptor példányokról készítettek leírást, Norell megemlítette, hogy Czerkas hátsó lábtollakra vonatkozó értelmezése helytelen. E példányok közül az elsőt 2001-ben fedezték fel, 2001 és 2003 között pedig Xu múzeuma, a Gerinces Őslénytani és Ősantropológiai Intézet további négyet vásárolt magánygyűjtőktől. Xu szintén úgy ítélte meg, hogy ezek a példányok többségükben hátsó szárnyakkal rendelkeznek, és aránylag eléggé eltérnek az eredeti Microraptor példánytól ahhoz, hogy egy új fajhoz tartozzanak, melynek a Microraptor gui nevet adta. Senter azonban megkérdőjelezte ezt az osztályozást, kijelentve, hogy a Cryptovolans esetéhez hasonlóan a különbségek többségét látszólag a méretbeli eltérés és valószínűleg a korkülönbség okozza. 2002-ben (a M. gui elnevezését megelőzően) Hwang és kollégái két további M. zhaoianusként besorolt példányról is leírást készítettek.
Számos további, valószínűleg a Microraptorhoz tartozó példány került elő a kínai Liaoning tartományban a Jiufotang-formációhoz tartozó Shangheshou-padból (Sanghosou-pad). Ebben a formációban a Microraptor a leggyakoribb madarak közé nem tartozó dinoszaurusznak számít.

## Popkulturális hatás
A Microraptor több könyvben, dokumentumfilmben és játékfilmben is szerepelt. A 2006-os Ősvilági kaland (Prehistoric Park) harmadik részében látható Microraptorok a fákról leereszkedve összegyűlnek a talajon, hogy az óriás titanosaurusok útvonalán felszínre kerülő férgekkel és rovarokkal táplálkozzanak. Az állat látható volt a NOVA által készített The Four Winged Dinosaur (A négyszárnyú dinoszaurusz) című dokumentumfilmben is. Emellett feltűnt az Őslények országa (The Land Before Time) című animációs filmsorozat 12. részében. James Gurney 2007-es Dinotópia: Út Chandarába (Dinotopia: Journey to Chandara) című könyvében a Dinotópia szigetének délkeleti részén levő Chandarai Birodalom vezetője Hugo Khan császár egy Microraptor. Mindemellett a Carnegie Collection 2006-ban bemutatott egy Microraptor modellt.

## Fordítás
Ez a szócikk részben vagy egészben a Microraptor című angol Wikipédia-szócikk ezen változatának fordításán alapul.  Az eredeti cikk szerkesztőit annak laptörténete sorolja fel. Ez a jelzés csupán a megfogalmazás eredetét és a szerzői jogokat jelzi, nem szolgál a cikkben szereplő információk forrásmegjelöléseként.

### Magyar nyelven
- Egy négyszárnyú dínó a madarak elődje. sg.hu, 2003. február 1. (Hozzáférés: 2010. október 1.)
- Két pár szárnyat használtak a tollas dinók. Index.hu, 2007. január 23. (Hozzáférés: 2010. október 1.)
- Szegő Iván Miklós: Négyszárnyúak voltak az első madarak?. National Geographic, 2004. május 27. (Hozzáférés: 2010. október 1.)

### Angol nyelven
- A model of Microraptor/Cryptovolans pauli by Boban Filipovic. [2004. március 6-i dátummal az eredetiből archiválva]. (Hozzáférés: 2010. október 1.)
- PBS Nova program about the Microraptor. (Hozzáférés: 2010. október 1.)